# 湖北路 (上海)
湖北路，是位于中國上海市黄浦区中西部的一条南北向马路。该路南起延安东路，北至南京东路。最初原为第二代上海跑马场的东侧外跑道，在跑马厅搬迁后辟筑为马路，最初部分属于跑马场管理委员会所有后移交给工部局，并与今日的浙江中路北段合称为苏州路。1865年12月改今名。

## 历史
在辟筑湖北路之前，此地原为第二代的上海跑马场的东侧外圈跑道。1862年，上海跑马场搬迁至泥城浜西侧的新址，原有的跑马场则陆续拆除和兴建房屋道路。是年4月，碎石铺就的道路筑成，当时称作苏州路，俗称大新街。
1865年12月，为了避免与苏州河沿岸的苏州河路混淆，根据工部局工务委员会新制定的道路命名规则，即“以大清帝国各省之名命名南北走向街道”，将苏州路南段采用湖北省的名字取名湖北路并沿用至今。

## 沿街情况
湖北路修筑后的一段时间，主要为居民区。自1900年代开始，随着南京路的发展，湖北路也逐渐繁荣，成为了旅社、菜馆、皮革店及成衣店等的聚集地。尤其是到了1920年代，春风松月楼、春华楼、小广寒等酒肆，永新、中华等呢绒店均开设于此。在1930年代，路的最北段更是出现了永安公司兴建的高22层的新厦。目前，湖北路沿线以办公楼和居民区为主。

## 轶事
在修筑湖北路之初，工部局为解决原跑马场地势低洼的问题，曾在路基下方新建排水管，连通苏州河与洋泾浜。这一工程由租界的防卫委员会倡议，总成本为白银13.2万两。由于当时的资金缺乏，工部局特地发行公债用于采办兴筑所用的砖块。公债年息为10%，同时每年还本10%。同时基于清朝局势不稳，由工部局向英国皇家海军请求动用炮舰护送修筑下水道所需要的砖块运来上海。

## 交会道路（由南至北）
- 延安东路
- 北海路
- 海口路
- 广东路
- 福州路
- 汉口路
- 九江路
- 南京东路
- 浙江中路